# Église Saint-Pierre de Pray
Pour les articles homonymes, voir Église Saint-Pierre.
L'église Saint-Pierre est une église catholique située à Pray, en France.

## Localisation
L'église est située dans le département français de Loir-et-Cher, sur la commune de Pray.

## Historique
Le 7 novembre 1480, le roi de France Louis XI visita Pray pour son pèlerinage. 

« Messrs les generaulx, je vous remercie de neuf offerandes que m'aves envoies par Georges. J'en ay voue encore quatre ; je vous prie que les m'envoies, et qu'il n'y ait point de faulte, car, si m'en venoit domage, je dirois que ce seroit pour cella. Et a Dieu, Messrs. Escript a Prays, le VIIe jour de novembre [1480]. »

L'édifice est inscrit au titre des monuments historiques en 2007.